# Optus 10
O Optus 10 é um satélite de comunicação geoestacionário australiano construído pela Space Systems/Loral (SS/L). Ele está localizado na posição orbital de 164 graus de longitude leste e é operado pela SingTel Optus Pty Limited. O satélite foi baseado na plataforma LS-1300LL e sua expectativa de vida útil é de 15 anos.

## História
A Space Systems/Loral (SS/L) anunciou em março de 2011 que foi adjudicado um contrato para a fabricação de um satélite para a SingTel Optus para prover serviços de telecomunicações para a Austrália. O satélite Optus 10 é usado para aumentar a frota existente de satélites da SingTel Optus e assegurar o mais alto nível de serviço contínuo para o futuro.
O Optus 10 foi lançado em 2014. Com 24 transponders em banda Ku, o satélite demonstra a flexibilidade da plataforma de satélite LS-1300  para acomodar as missões que exigem cargas em satélite menores. Esta plataforma altamente confiável e comprovada é projetada para fornecer o serviço por 15 anos ou mais.

## Lançamento
O satélite foi lançado com sucesso ao espaço no dia 11 de setembro de 2014, por meio de um veículo Ariane 5 ECA a partir do Centro Espacial de Kourou, na Guiana Francesa, juntamente com o satélite MEASAT 3B. Ele tinha uma massa de lançamento de 3270 kg.

## Capacidade e cobertura
O Optus 10 é equipado com 24 transponders em banda Ku para prestar serviços de transmissão de alta qualidade para as famílias, com transmissões de áudio e vídeo e serviços de comunicação de dados para as áreas em torno da Austrália e Nova Zelândia.